# Hans Fässler

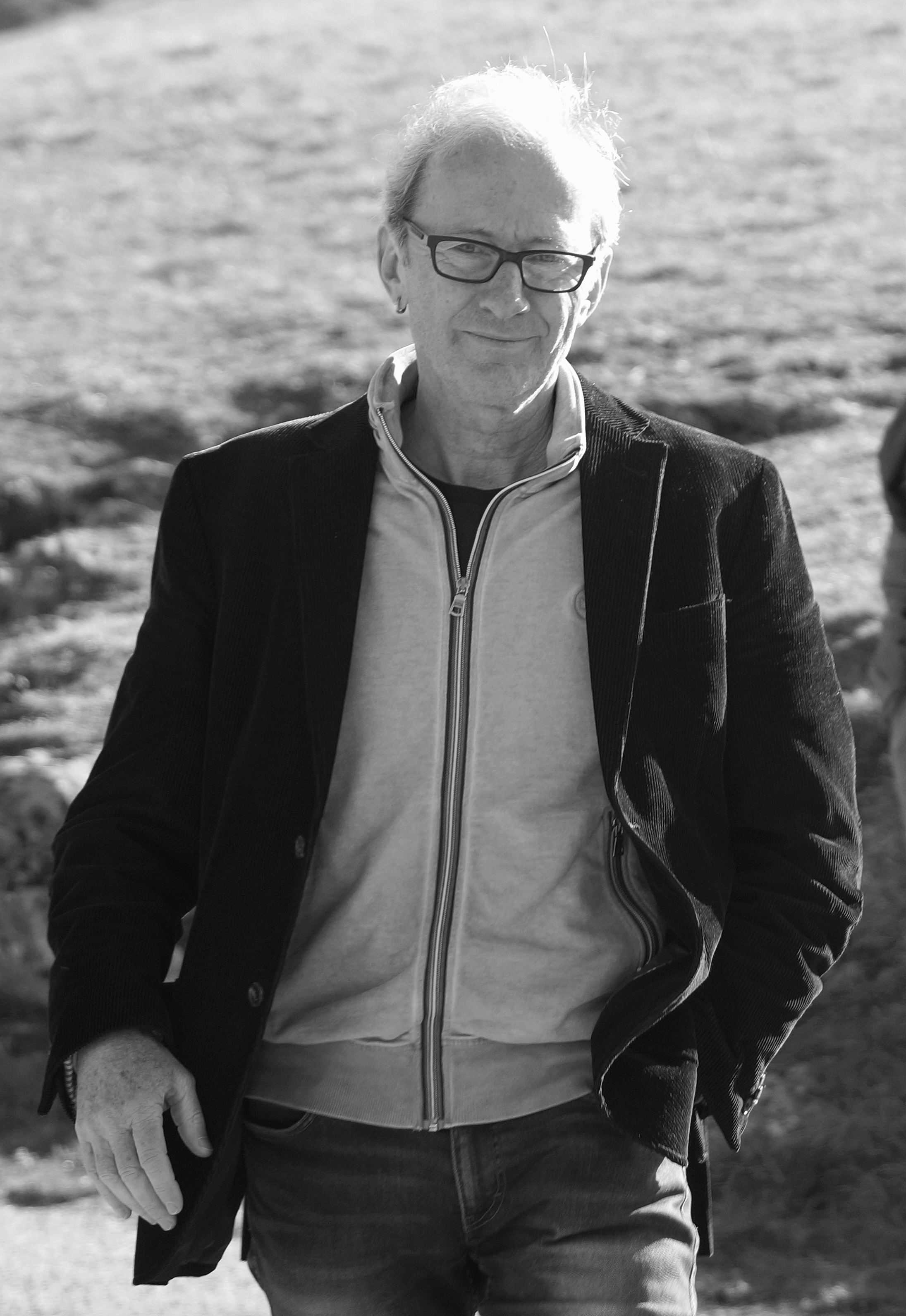
Hans Fässler (2017)

Hans Fässler (* 27. Februar 1954 in St. Gallen) ist ein Schweizer Historiker, Politiker (SP), Kabarettist, politischer Aktivist und Englischlehrer. Er engagiert sich sowohl innerhalb von politischen Institutionen als auch in Basisbewegungen und schreibt Beiträge für verschiedene Zeitungen, Zeitschriften und andere Publikationsorgane.

## Biografie
Hans Fässler wurde 1954 in St. Gallen geboren und wuchs im Lachenquartier im Westen der Stadt auf. Seine Familie stammte mütterlicherseits aus dem Glarnerland, väterlicherseits aus dem Appenzellerland. Er besuchte die Primarschule Feldli und die Sekundarschule Schönau und trat dann 1969 in die Kantonsschule am Burggraben ein, die er 1973 mit der Matura B abschloss. Es folgten das Studium der Anglistik, der Allgemeinen und der britisch-amerikanischen Geschichte an der Universität Zürich, unterbrochen durch einen Sprachaufenthalt von einem Jahr in Penarth (Südwales), und der Abschluss mit Lizenziat und Mittelschullehrerdiplom. Als Stellvertreter und Lehrer für Englisch und allgemeinbildende Fächer unterrichtete Hans Fässler Einführungs-, Real- und Kantonsschulklassen sowie an der Berufs- und Frauenfachschule St. Gallen (Berufsvorbereitungsjahr, Erwachsenenkurse).
1992–2018 war er Lehrer für Englisch an der Kantonsschule Trogen. Er ist Vater von zwei erwachsenen Söhnen und zum zweiten Mal verheiratet. Zu seinen Freizeit-Aktivitäten gehörten Volleyball (1. Liga mit STV St. Gallen) und Bergsteigen (u. a. erste Begehung der direkten Westwand des Öhrli im Alpsteingebiet).

## Historiker

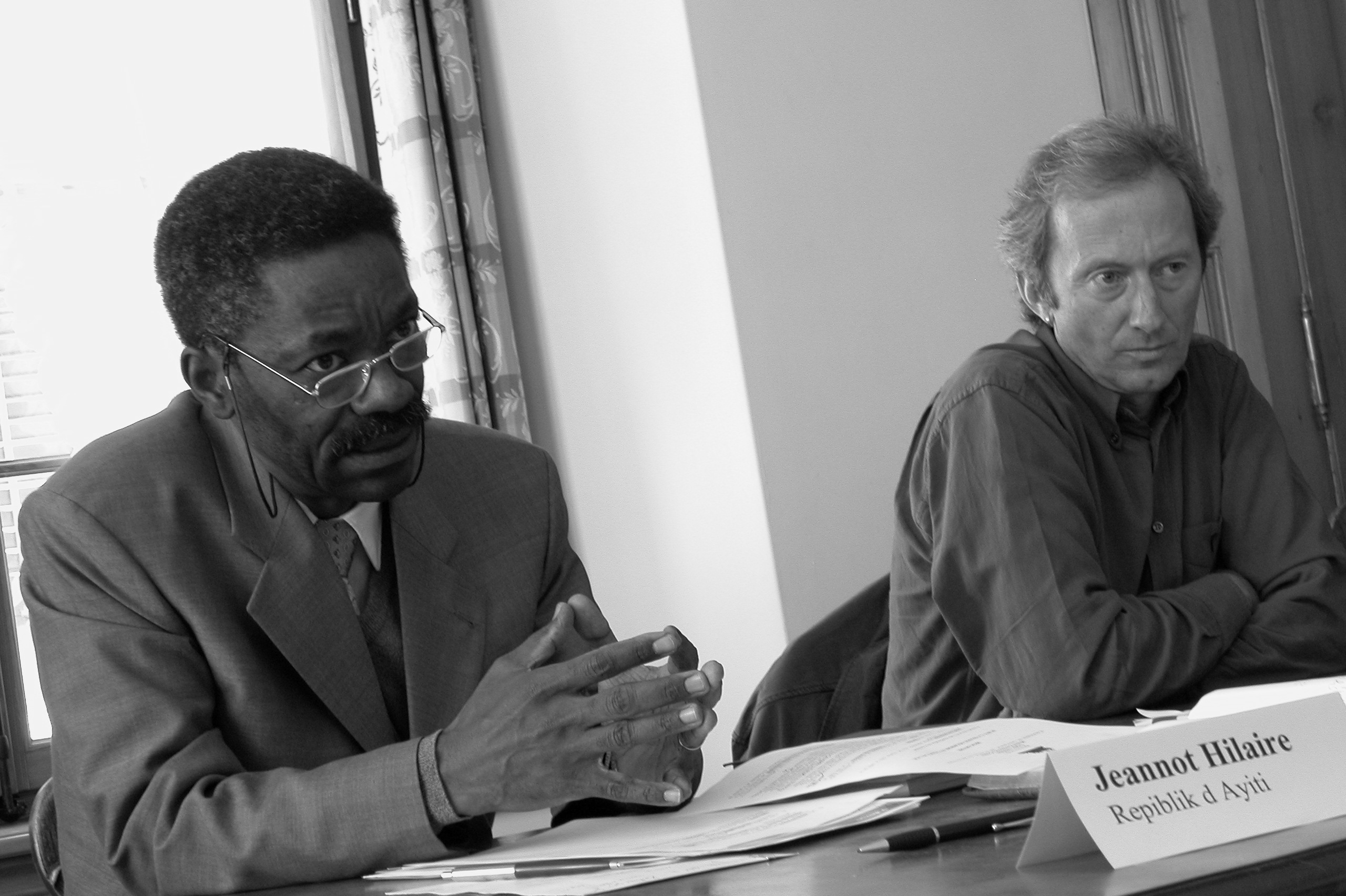
Jeannot Hilaire (Historiker und Vertreter Haitis bei der UNO in Genf) und Hans Fässler in Trogen, 2003

Recherchen zum politischen Kabarettprogramm «Louverture stirbt 1803» für die 200-Jahr-Feier des Kantons St. Gallen (2003) führten Hans Fässler zur Beschäftigung mit der Geschichte Haitis, der Sklaverei und der schweizerischen Beteiligung daran. Daraus entstand 2005 sein Buch Reise in Schwarz-Weiss. Schweizer Ortstermine zur Sklaverei, welches 2007 ins Französische übersetzt und bei Duboiris in Paris veröffentlicht wurde.
Seither setzt sich Hans Fässler publizistisch und als Referent hauptsächlich für die Themen Sklaverei, (Post-)Kolonialgeschichte, Wiedergutmachung und Rassismus ein. Dabei versucht er, historische Forschungsergebnisse in aktuelle politische Debatten einzubringen und umgekehrt. So hat er etwa in Zusammenhang mit der Debatte über die Schweiz als eine koloniale Gesellschaft ohne Kolonien, welche Ende der 1990er-Jahre einsetzte, zahlreiche politische Vorstösse auf Bundes-, Kantons- und Gemeindeebene initiiert. Politische Reisen führten ihn 2003 nach Haiti (Port-au-Prince), 2007 und 2008 nach Frankreich (Atlantik- und Dreieckshandels-Häfen La Rochelle, Nantes, Bordeaux), 2005 und 2008 in den Senegal (Dakar und Djilor), 2013 nach Französisch-Guayana (Saint-Laurent-du-Maroni) und 2019 nach Antigua und Barbuda.
Seit 2007 strebt er mit dem von ihm gegründeten «Transatlantischen Komitee Démonter Louis Agassiz» eine Neubeurteilung des schweizerischen Glaziologen und Naturwissenschafters Louis Agassiz (1807–1873) an, unter anderem im Schweizerischen Alpenclub SAC, der Agassiz 1865 zum Ehrenmitglied ernannt hatte. Dabei arbeitet er eng mit der schweizerisch-haitianisch-finnischen Künstlerin Sasha Huber sowie mit dem Fribourger Romanisten Hans Barth zusammen, welcher unter anderem auch im Historischen Lexikon der Schweiz eine Revision des Louis-Agassiz-Eintrags durchsetzte. 2012 wurde die zusammen mit der typografischen Gestalterin Hannah Traber und Hans Barth konzipierte und recherchierte Ausstellung «Gletscherforscher, Rassist: Louis Agassiz (1807–2012)» erstmals im Heimatmuseum in Grindelwald gezeigt. Auf die Bemühungen von Fässler und Barth geht auch die im September 2018 von Stadt und Universität Neuchâtel beschlossene und am 6. Juni 2019 vollzogene Umbenennung des Espace Louis Agassiz in Espace Tilo Frey zurück.
Seit Frühling 2019 bietet Hans Fässler in St. Gallen Stadtrundgänge «Auf den Spuren von Rassismus» und «Von ‹Rassenkampf› und Klassenkampf» an. Im November 2019 gründete er das Swiss Committee on Reparations for Slavery (SCORES), welches aus gegen 100 Persönlichkeiten aus und in der Schweiz besteht, die sich für eine Wiedergutmachung der Sklaverei (auch durch die Schweiz) aussprechen. Im Dezember 2019 gab er diese Gründung in einem Referat an einer UNO-Tagung in Genf öffentlich bekannt. Zur Untermauerung der Forderung nach Reparationen durch die Schweiz und zur Dokumentation der eidgenössischen Sklavereibeziehungen führt er zusammen mit Klaus Stuckert das CARICOM Compilation Archive, die wohl umfassendste Sammlung der Schweizer Sklavereibeziehungen mit der Karibik und darüber hinaus.

## Politiker
In seiner Kantonsschulzeit war Hans Fässler in einer rechtsbürgerlichen Schülergruppe um Konrad Hummler, Adrian Rüesch und Valentin Landmann aktiv. Später hat er diese Episode in einem Aufsatz öffentlich gemacht. 1978 trat er im Rahmen einer Neugründung der «Jungsozialisten St. Gallen» (JUSO) in die Sozialdemokratische Partei der Stadt und 1979 in die Gewerkschaft des öffentlichen Dienstes VPOD ein. Ab 1980 wurde er durch den Nachrichtendienst der Kantonspolizei fichiert; Fichen existierten auch bei der Bundesanwaltschaft sowie beim militärischen Sicherheitsdienst. 1984 wurde er in den Grossen Rat des Kantons St. Gallen gewählt, dem er bis 1994 angehörte.
1986 bis 1993 war Hans Fässler Partei- und Fraktionssekretär der SP des Kantons St. Gallen. 1986 wurde ein gegen ihn eingeleitetes Verfahren wegen Verletzung militärischer Geheimnisse wegen parlamentarischer Immunität eingestellt. Vom Vorwurf der Widerhandlung gegen Art. 292 StGB im Rahmen eines Anti-Apartheid-Bankenpiketts am Rösslitor (UBS) wurde er 1989 durch das Bezirksgericht St. Gallen freigesprochen. 1990 kam es zu einer Verurteilung (Busse) wegen Landfriedensbruch und Nötigung bei einer Sitzblockade gegen den Waffenplatz Neuchlen-Anschwilen. An der Präambel der St. Galler Kantonsverfassung von 2001 arbeitete Hans Fässler im Rahmen der Arbeitsgruppenkonferenz mit. Von 2005 bis 2009 war er Präsident der Lehrergewerkschaft der Kantonsschule Trogen und Mitglied der Verhandlungsdelegation der Ausserrhoder Verbändekonferenz.
Ausserhalb des institutionellen Rahmens war Hans Fässler in verschiedenen politischen Zusammenhängen aktiv: Er war Mitinitiant der Volksinitiative «Für eine Schweiz ohne Armee» sowie auch der städtischen Volksinitiative «Für eine Stadt ohne Auto». Als Gründungsmitglied des Vereins «Gerechtigkeit für Paul Grüninger» half er in den 1990er-Jahren bei der Rehabilitierung des St. Galler Flüchtlingsretters mit, welche schliesslich 1998 zur Gründung der Paul-Grüninger-Stiftung führte. Mit der St. Galler Anti-Apartheid-Bewegung setzte er 2009 die Umbenennung der Krügerstrasse im St. Galler Vonwilquartier durch, welche an den Apartheid-Vorkämpfer Paul «Ohm» Krüger erinnert hatte. Sie ist heute nach dem Schweizer Autor Friedrich Dürrenmatt benannt.

## Kabarettist und Sänger

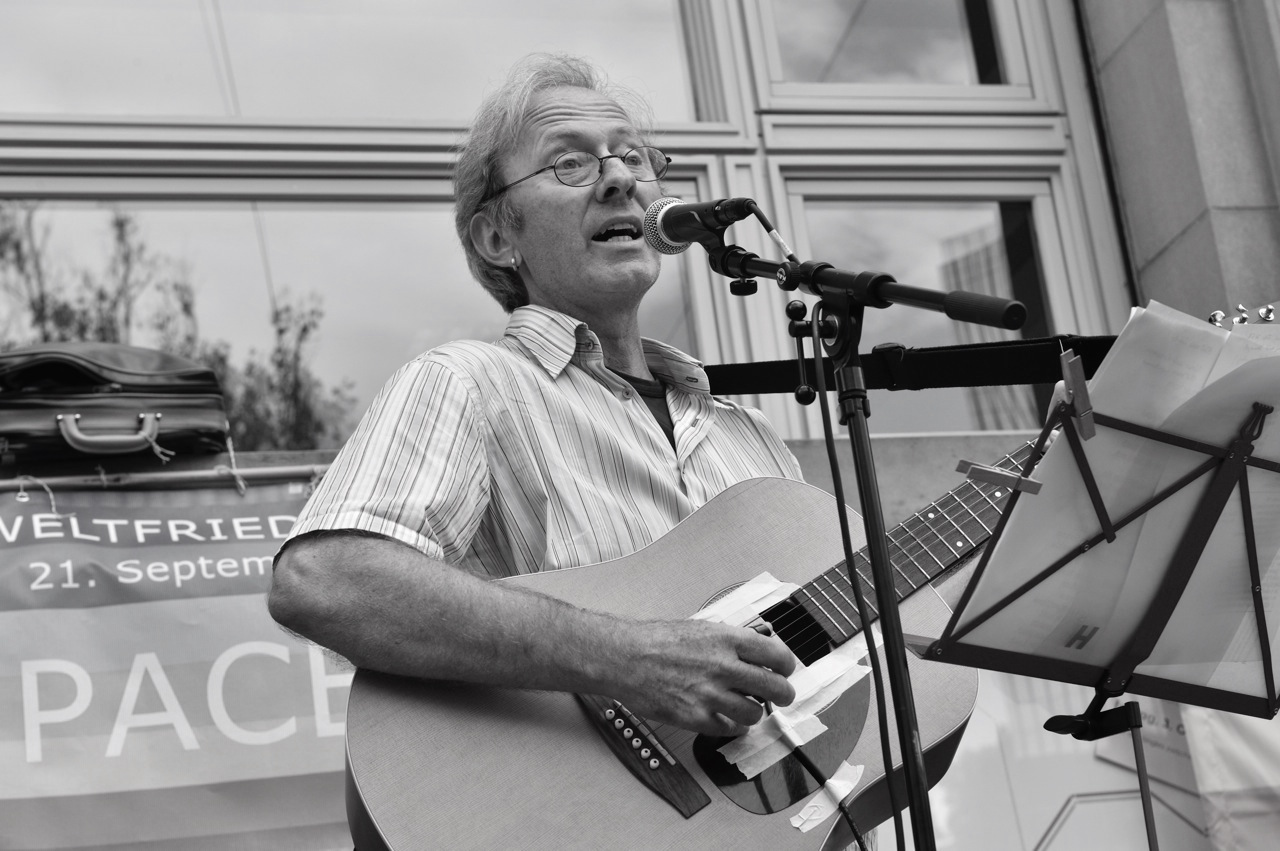
Hans Fässler an der Kundgebung zum Weltfriedenstag der UNO in St. Gallen, 2014

In den 1970er-Jahren trat Hans Fässler als Gitarrist, Texter und Sänger mit verschiedenen Folkgruppen (Troubadix, Zupfgyge) in Kleintheatern, Folkclubs und auf Festivals (Lenzburg, Gurten) auf. 1980 folgte das erste politische Ein-Mann-Kabarett-Programm «CCCP – Chalte Chrieg Cabarettistisches Programm». Auf Einladung des Clowns Richard Hirzel («Pic») kam es mit dem Stück «Hinterm Böhmerwald» zu einem Auftritt im Schweizer Fernsehen («Schauplatz» vom 9. Januar 1987).
Fässlers erstes Kabarettprogramm hiess «Apocalypso Helvetico» (1984). 1986 löste das Programm «Geschwindigkeit – Faschismus – Autobahn» anlässlich der Eröffnung der Stadtautobahn St. Gallen im Vorfeld seiner Aufführung in der Studiobühne des Stadttheaters einen kleinen Theaterskandal aus. 1991 folgte die Premiere von «Nicht ganz hundert – Anmerkungen zur Armee 95» an der Kultur- und Bildungsveranstaltung «Sommer-Universalität» auf Neuchlen-Anschwilen. Dieses Programm kam in den darauffolgenden Jahren über fünfzigmal in der ganzen Deutschschweiz zur Aufführung. «Alte und neue Nummern für alte und neue Freund/Inn/En» hiess das abendfüllende Programm in den Jahren 2000/2001. Das politisch-historische Kabarettprogramm «Louverture stirbt 1803» sah dann 2003/2004 über 30 Aufführungen. Neben grösseren Programmen trat Hans Fässler immer wieder mit «Gebrauchskabarett» an Kundgebungen, Kongressen, Tagungen und Hauptversammlungen auf. Ein Jahr lang schrieb er unter dem Pseudonym «Leo N. Hart» in der Ostschweizer AZ die wöchentliche Kolumne «Das Wort zum Freitag». Fässler verfasste ausserdem politische Gedichte, Reden, Polemiken und Glossen und schrieb Texte für das Altstätter Kabarett-Ensemble «Die Schimpfoniker».
Seit 2010 ist er allein mit Gitarre und Gesang und manchmal in Begleitung von Werner Meier (Geige), Jürg Surber (Bass) und Jens Weber (Tenor) unterwegs, um unter dem Titel und Motto «Trotz alledem» das politische Liedgut zu pflegen (Arbeiterlieder, Revolutionslieder, Protestlieder, Widerstandslieder).
Nach langjähriger kabarettistischer Pause (seit «Louverture stirbt 1803») trat Fässler wieder am 24. Juni 2020 mit einem neuen abendfüllenden Programm vors Publikum. Er las aus seinem Buch «Nicht ohne meinen Carbonschuh. Eine Toggenburger Passion», das den Skispringer Simon Ammann in einen Kontext von Spitzensport, Sponsoring, Sprachveränderung und Kultur im Toggenburg stellt.

## Publikationen (Auswahl)

### Bücher
Monografien
- Nicht-ökonomische Funktionen von Markt und Marktplatz in St. Gallen. In: St. Galler Kultur und Geschichte. Band 11, Staats- und Stiftsarchiv St. Gallen (Hrsg.). St. Gallen 1981.
- Hinterm Böhmerwald. Politische Lieder und Texte. Z&Z Verlag (Eigenverlag), St. Gallen 1983.
- Reise in Schwarz-Weiss. Schweizer Ortstermine zur Sklaverei (Vorwort von Joseph Philippe Antonio, haitianischer Aussenminister 2001–2004). Rotpunktverlag, Zürich 2005, ISBN 978-3-85869-303-7.
- Une Suisse esclavagiste. Voyage dans un pays au-dessus de tout soupçon. (Mit Vorwort von Doudou Diène.) Duboiris, Paris 2007, ISBN 978-2-916872-04-9.

Beiträge
- Kriegsvorbereitungen. Eine kürzere Satire samt zehn längeren Dokumenten. In: Roman Brodmann, Andreas Gross, Marc Spescha (Hrsg.): Unterwegs zu einer Schweiz ohne Armee. Z-Verlag, Basel 1986, S. 158–166.
- Übersetzungen von zwei Aufsätzen des Religionssoziologen Robert N. Bellah aus dem Amerikanischen ins Deutsche: Zivilreligion in Amerika und Religion und Die Legitimation der amerikanischen Republik. In: Heinz Kleger, Alois Müller (Hrsg.): Religion des Bürgers. Zivilreligion in Amerika und Europa. Kaiser Verlag, München 1986, S. 19–63.
- Demokratischer Ungehorsam. Erfahrungen eines Anfängers. In: Andreas Gross, Marc Spescha (Hrsg.): Demokratischer Ungehorsam für den Frieden. Zum Recht auf Widerstand in der Schweizerischen Demokratie nach der GSoA Abstimmung vom 26. November 1989. Realotopia Verlag, Zürich 1990, S. 85–90.
- Lebhafte Unruhe / Beifall / Heiterkeit. In: 80 Jahre Generalstreik 1918–1998. Kantonaler Gewerkschaftsbund St. Gallen (Hrsg.) Sabon Verlag, St. Gallen 1998, ISBN 3-907928-19-9, Einleitung und S. 7/8.
- What’s in a Name? Louis Agassiz, his mountain and the politics of remembrance. In: Sasha Huber (Hrsg.): Rentyhorn. Kiasma, Helsinki 2010, ISBN 978-951-53-3267-7, S. 8–21.
- Helm ab! Soldaten! Denkt mal! In: 1914–1918/19. Die Ostschweiz und der Grosse Krieg. 154. Neujahrsblatt des Historischen Vereins des Kantons St. Gallen (Hrsg.). Toggenburger Verlag, Wattwil 2014, ISSN 0257-6198, S. 1–2.
- Un colonel suisse au combat contre les Marrons au Suriname. In: Jean Moomou (Hrsg.): Sociétés marronnes des Amériques. Mémoires, patrimoines, identités et histoire du XVIIe au XXe siècles. Ibis Rouge Editions, Matoury, Guyana, 2015, ISBN 978-2-84450-451-7, S. 61–67.
- Décolonialiser Soleure. Aus der Solothurner Verenaschlucht nach Saint-Domingue. In: Bulletin 2021 des Vereins Schweizerischer Geschichtslehrerinnen und -lehrer VSGS, 14–21.
- Mitteilungen an Max über den Stand der kolonialen Dinge und anderes. In: Museum für Gestaltung, Bettina Richter (Hg.): Talking Bodies. Bild, Macht, Wirkung. Lars Müller Publishers, Zürich 2023, 64–75.

### Zeitschriften
- Der Einfluss des Deutschen und Französischen auf die englische Fachsprache des Alpinismus. In: Die Alpen. 4. Quartal, 1977, 53. Jahrgang, S. 170–186.
- Die Schweiz und die Sklaverei. Eidgenossen bereicherten sich an Sklaven in Lateinamerika. In: Lateinamerika Nachrichten. Januar 2006.
- Das Rätsel im Schönau-Quartier. In: Saiten. Dezember 2016.
- In der Höhle der Fussball-Fans: ein bisschen Grundsatzdebatte. In: Saiten. 17. September 2017.
- Verstaatlichen wir den FC! In: Saiten. November 2017.

### Zeitungen
- Max Frisch und Léopold Senghor. Ein interkulturelles Lehrmittel verbindet die Schweiz mit Senegal. In: St. Galler Tagblatt. 19. März 2007.
- Zürcher Sklavereiakten. Der Streit um die gesperrten Dokumente bei der Credit Suisse ist mehr als ein Streit unter HistorikerInnen. Was der Leu mit Afrika zu tun hat. In: Die Wochenzeitung. 25. März 2010.
- Das Kabarett ist tot. In: St. Galler Tagblatt. 11. August 2010.
- St. Gallen ist eigentlich ziemlich zumutbar. In: Tages-Anzeiger. 10. Januar 2012.
- Der Schatten fällt auf uns alle. Schon im 19. Jahrhundert sahen viele die Sklaverei als Übel an. In: Tages-Anzeiger. 14. Juli 2017.
- Der englische Wikipedia-Eintrag der Uni St.Gallen strotzt vor Fehlern. In: St. Galler Tagblatt. 19. Februar 2018.